# Кріс Барбер
До́нальд Крі́стофер Ба́рбер (англ. Donald Christopher 'Chris' Barber; нар. 17 квітня 1930, Гартфордшир, Англія — 2 березня 2021) — британський джазовий музикант, тромбоніст.
У 18 років зібрав власний джаз-бенд. Великий вплив на нього справив трубач Кен Колієр. У 1954 році Кріс Барбер почав невпинний підйом до успіху. На той момент до складу його колективу входили найталановитіші джазові музиканти (Оттіль Паттерсон, Пет Хелкокс і Монті Саншайн). Разом вони зіграли найкращі британські джазові композиції і назавжди вписали своє ім'я в історію джазу.

## Дискографія
- Bestsellers: Chris Barber & Papa Bue's Viking Jazzband, 1954
- Original Copenhagen Concert, (live) 1954
- Chris Barber in Concert, (live) 1956
- Chris Barber Plays, Vol. 2, 1956
- Chris Barber Plays, Vol. 3, 1957
- Chris Barber Plays, Vol. 4, 1957
- Chris Barber in Concert, Vol. 2, (live) 1958
- «Petite Fleur», 1958
- Chris Barber American Jazz band, 1960
- In Budapest, 1962
- Louis Jordan Sings, 1962
- Live in East Berlin, 1968
- Chris Barber & Lonnie Donegan, 1973
- Echoes of Ellington, Vol. 1, 1976
- Echoes of Ellington, Vol. 2, 1976
- Echoes of Ellington, 1978
- Take Me Back to New Orleans, 1980
- Copulatin' Jazz: The Music of Preservation Hall, 1993
- Live at the BP Studienhaus, 1997
- Cornbread, Peas & Black Molasses, (live) 1999
- The Big Chris Barber Band with Special Guest Andy Fairweather Low: As We Like It, 2009
- Chris Barber's Jazz Band, Chris Barber 1957-58, 2009
- The Chris Barber Jazz & Blues Band, Barbican Blues, 2009
- The Big Chris Barber Band, Barber At Blenheim, 2009
- Chris Barber's Jazz Band with Sonny Terry & Brownie McGhee, Sonny, Brownie & Chris, 2009
- Chris Barber Memories Of My Trip, 2011